# Sotto un ponte, lungo un fiume...
Sotto un ponte, lungo un fiume... è un'opera in otto quadri scritta da Luigi Lunari e tradotta in francese, tedesco, inglese, russo, gallego e catalano.

## Trama
Sotto un ponte, lungo un fiume, ai margini di una discarica abusiva. In un rifugio di assi e di cartone, appoggiato a un pilone, vivono un uomo ancora giovane e una vecchia donna: due barboni. Ma non sono sempre stati così. Lui è il titolare di una florida azienda, ereditata - assieme a un suo fratello - dal padre, un industriale intraprendente, che "si è fatto da sé". Ad un certo punto quest'uomo ha abbandonato "tutto" e si è ridotto a vivere di nulla, alla giornata; e sua madre - la donna, lo ha seguito. Inutilmente l'altro fratello - rimasto alla guida dell'azienda - tenta di riportarli alla vita normale: tra l'altro, di lì a poco, verrà inaugurato un nuovo stabilimento, presenti autorità civili e religiose... e gli eventi familiari saranno oggetto di curiosità e di scandalo.  Tra i due fratelli si fa serrato il confronto tra l'uno che sostiene l'utilità della produzione e del progresso, e l'altro che rifiuta quella logica come disumana e suicida.  La diatriba si conclude con un fratricidio: il "signore" uccide il "barbone". Decide di costituirsi: ma la madre interviene: dirà di essere stata lei. Prende l'arma del delitto, spara due colpi... il guanto di paraffina fornirà la prova certa del delitto. Poi... un po' di soldi, e un  buon avvocato e tutto andrà a buon fine: e l'azienda sarà salva. Molti anni dopo, in un sofferto monologo, la donna denuncerà la folle lotta dei figli, richiamando le donne come lei alla loro insostituibile funzione di madri, nel rifiuto del piatto di lenticchie offerto dai maschi, che le allettano con il miraggio di essere simili a loro, ma che le liberano  solo per quel tanto che risponde al loro interessi.

### Altri allestimenti
- Roma, Teatro di Documenti, 2006, Regia di Luciano Damiani. Con Riccardo Flammini, Andrea Gambuzza e Cristina Golotta.
- Alma Ati (Kazakistan), Accademia d'arte drammatica,  testo russo di Valeri Nicolaiev («У реки, под мостом…»), aprile 2013.
- Taranto, Compagnia Gli Astronauti, aprile 2015. Regia di Salvatore Colucci.
- Brescia, Compagnia La Betulla, maggio 2015, Regia di Bruno Frusca.
- Orzinuovi, Compagnia Fuori di Quinta, maggio 2016, Regia di Klaudio Hila

## Edizioni
- Teatro, Luigi Lunari  Ed. Bulzoni, Roma 2004